# Estação Vivaceta
A Estação Vivaceta é uma das estações do Metrô de Santiago, situada em Santiago, entre a Estação Cardenal Caro e a Estação Conchalí. Faz parte da Linha 3.
Foi inaugurada em 22 de janeiro de 2019. Localiza-se na Avenida Independencia com Pasaje Vecinal. Atende a comuna de Conchalí.